# Šáhtúš

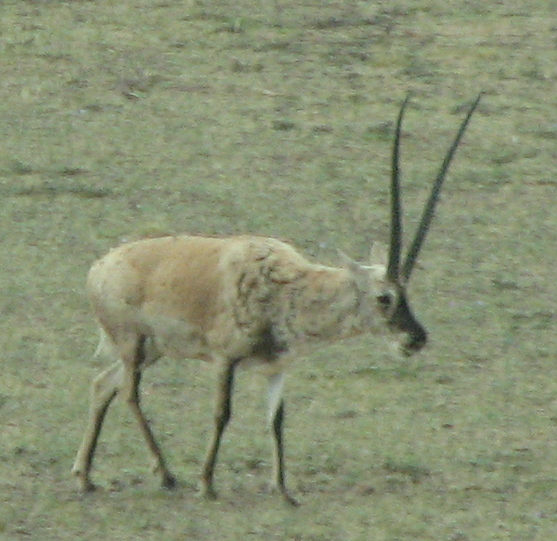
Samec antilopy Chiru (Pantholops hodgsonii)

Šáhtúš je označení, které se používá (v různých obměnách jako: Shahtoosh, Shah-tus, Shah-tush nebo Tosh) pro vlákno a textilní výrobky ze srsti mrtvé (ulovené) tibetské antilopy zvané Chiru (Pantholops hodgsonii).

## Z historie šáhtúše
Chiru žije na náhorní plošině mezi tibetskou Lhasou a indickým Ladakem v nadmořské výšce 4000-5000 m. Nejstarší písemná zpráva o existenci jemné vlny z tohoto zvířete pochází ze 7. století.
Obchodníci nakupovali už po staletí surovou vlnu z tibetské antilopy považovanou už vždy za nejjemnější na světě a prodávali ji v Kašmíru, kde se z ní vyráběly luxusní textilie jen pro nejbohatší zákazníky. Způsob získávání vlny byl dlouhou dobu utajován. Ve 20. století, kdy se značně zvýšila poptávka po výrobcích ze šáhtúše, byly zveřejňovány informace o tom, že se vlna získává jen ze zabitých zvířat. Indická vláda zakázala v roce 1975 dovoz tohoto materiálu, ale zákaz byl neúčinný. Většina lidí, kteří se zabývají zpracováním šáhtúše věří ještě 21. století, že jsou to vlákna opadaná ze zvířat a posbíraná z okolí, kde se zachytily.
I v odborné literatuře se popisují domněnky o tom, že vlna pochází evtl. ze srsti různých druhů divokých koz.
Rozhodující fakta o původu šáhtúše přinesl roce 1988 několikaměsíční výzkum světoznámého biologa Schallera. Mikroskopické zkoušky jednoznačně dokázaly, že vlna pochází výhradně ze srsti tibetských antilop. Další argument: V 90. letech 20. století se spotřebovaly asi 3 tuny šáhtuše ročně, zatímco sběr vláken zachycených v přírodě by přinesl jen zlomek tohoto množství. V roce 1995 došla komise expertů k závěru, že se v té době při výnosu 150 g vlny na zvíře ročně zabíjelo asi 20 000 antilop a že hrozí úplné vyhlazení tohoto druhu zvířat. Od roku 1999 je proto podle mezinárodní konvence dovoz vlny ze srsti tibetských antilop zakázán. Od té doby se výroba šáhtušových tkanin snížila, značná část vlny z tibetských antilop se však přes zákazy a přísné tresty ještě ve 2. dekádě 21. století pašuje přes Nepal do Indie. V roce 2006 bylo v Kašmíru zaměstnáno nejméně 14000 lidí výlučně se zpracováním šáhtúše.
Také prodej šáhtúšových výrobků je ve většině států zakázán. V roce 2016 se však např. v Thajsku nabízely šály za 5000 USD.

## Vlastnosti šáhtúše
Srst obsahuje více než 70 % jemných vláken (tosh nebo toosh) s průměrem 12 µm a délkou cca 43 mm. Podle některých (nepotvrzených) informací mají tato zvířata tosh s průměrem 7-9 µm a chlupy s tloušťkou 50-100 µm. Většina srsti má hnědou, béžovou nebo šedou barvu, jen asi 12-14 % jsou bílá vlákna.

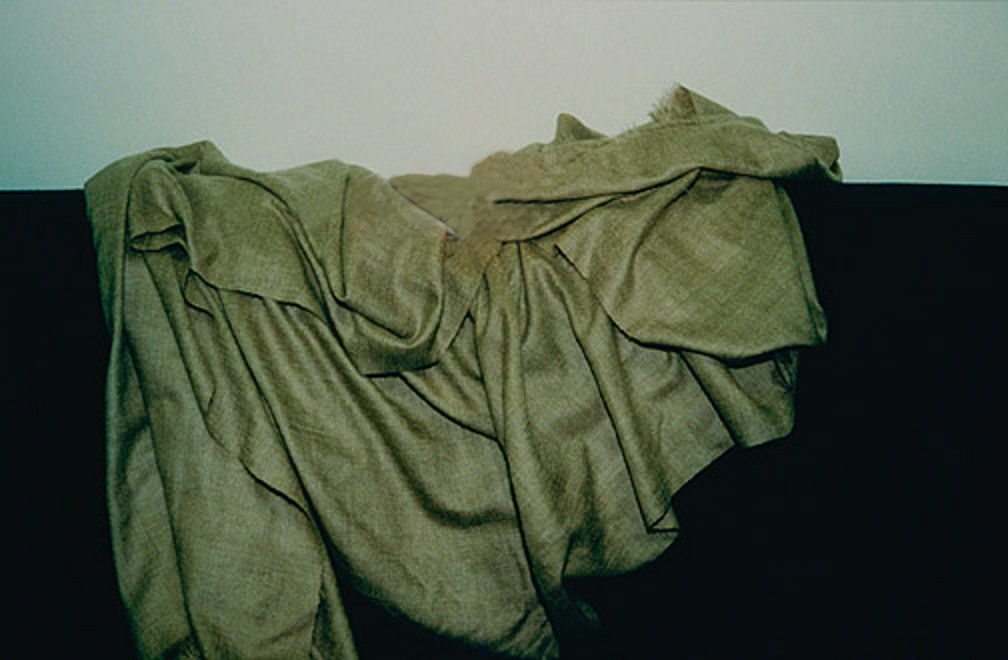
Šál ze šáhtúše (ze začátku 21. století)

## Zpracování vlny
Roztříděná a odchlupená vlna se ručně pročesává, spřádá a ská na kolovratu (informace o jemnosti a dalších vlastnostech příze dosud nebyly nikde zveřejněny).
Tkaniny se vyrábějí výlučně na ručních stavech buďto v plátnové vazbě nebo v tzv. „ptačím oku“ (vazba tvoří drobné kosočtverce). Dámské šály se tkají ve velikostech 2x1 m o váze cca 100 g. Známé jsou také větší délky pro šály a šerpy, které se pak stříhají na patřičnou míru.
Směsové tkaniny se nazývají a hodnotí podle obsahu šáhtúše (toosh):
Shurah Dani = 100% toosh,
Bah Dani = 75% toosh / 25% pašmína,
Aeth Dani = 50% toosh (osnova) / 50% pašmína (útek)
Velká část tkanin se zdobí výšivkami, menší množství se potiskuje.

## Organizace výroby a prodeje šálů
Výroba šáhtúšových šálů a šerp se soustřeďuje téměř výlučně do kašmírského města Šrínagar. V rozsáhlé sociologické studii z roku 2006 zde bylo evidováno 14 000 lidí, kteří se zabývali výrobou a obchodem s šáhtúšovými textiliemi. Studie mezi nimi zaznamenala 108 samostatných podnikatelů, kteří nakupovali surovinu, udělovali výrobní zakázky v asi dvaceti výrobních profesích domáckým výrobcům a prodávali sami nebo přes obchodní zástupce hotové zboží.
Z personálu bylo ve studii uvedeno zejména: 9800 přadlen, 1800 tkalců, 980 dělníků v přípravě na tkaní (škrobení, praní atd), 560 vyšívaček, 360 dělnic na přípravu suroviny (třídění, odchlupování), asi 100 barvířů a úpravářů tkanin a 33 prodejních agentů.